# Hlatikulu
Hlatikulu lub Hlatikhulu (pol. Duży Las) – miasto w Eswatini, w dystrykcie Shiselweni. Miejscowość zamieszkuje około 2 000 ludności.